# Paradoks (serial telewizyjny 2012)
Paradoks – polski serial kryminalny w reżyserii Grzegorza Zglińskiego i Borysa Lankosza, emitowany od 6 września 2012 do 6 grudnia 2012 przez TVP2. Zdjęcia do serialu kręcono w Łodzi, Łęczycy, Smardzewicach, Teofilowie i Leśmierzu. Emitowany był w czwartki o godzinie 21.

## Fabuła
Do zespołu podinspektora Komendy Głównej Policji, Marka Kaszowskiego, dołączona zostaje podkomisarz Joanna Majewska z Biura Spraw Wewnętrznych. Majewska zostaje skierowana do zespołu, aby pomiędzy śledztwami zespołu prowadzić śledztwo dotyczące samego inspektora.

### Obsada główna
- Bogusław Linda − podinspektor Marek Kaszowski
- Anna Grycewicz − podkomisarz Joanna Majewska
- Cezary Łukaszewicz − aspirant Jacek Czerwiński „Młody”
- Andrzej Zieliński − podinspektor Piotr Zieliński, szef BSW
- Przemysław Bluszcz − inspektor Henryk Talak, Naczelnik Wydziału Zabójstw i Terroru Kryminalnego
- Arkadiusz Jakubik − prokurator Witold Sobecki
- Gabriela Muskała − komisarz Monika Piechocka
- Ewa Skibińska − patolog Barbara Bartke

### Obsada drugoplanowa
- Witold Dębicki − kapitan Leopold Majewski, ojciec Joanny
- Jakub Dmochowski − Piotrek Majewski, syn Joanny
- Zbigniew Suszyński − Bernard Kuziemba
- Mariusz Ostrowski − były policjant Waldemar Miernik
- Mariusz Jakus − Piotr Wachnicki „Łańcuch”
- Sebastian Pawlak − aspirant Marcin Chajduk
- Tomasz Dedek − minister Kownacki

## Spis odcinków
| Nr | Tytuł               | Premiera             | Oglądalność |
| -- | ------------------- | -------------------- | ----------- |
| 1  | Czat                | 6 września 2012      | 1 626 122   |
| 2  | Szpion              | 13 września 2012     | 1 408 539   |
| 3  | Wolność             | 20 września 2012     | 1 177 340   |
| 4  | Tajemnica spowiedzi | 27 września 2012     |             |
| 5  | Miłość              | 4 października 2012  |             |
| 6  | Lęk                 | 11 października 2012 |             |
| 7  | Paluch              | 18 października 2012 |             |
| 8  | Profil              | 25 października 2012 |             |
| 9  | Oaza spokoju        | 8 listopada 2012     |             |
| 10 | Animalia            | 15 listopada 2012    |             |
| 11 | Tata                | 22 listopada 2012    |             |
| 12 | Kokaina             | 29 listopada 2012    |             |
| 13 | Paradoks            | 6 grudnia 2012       |             |